# Kvarteret Sidensvansen

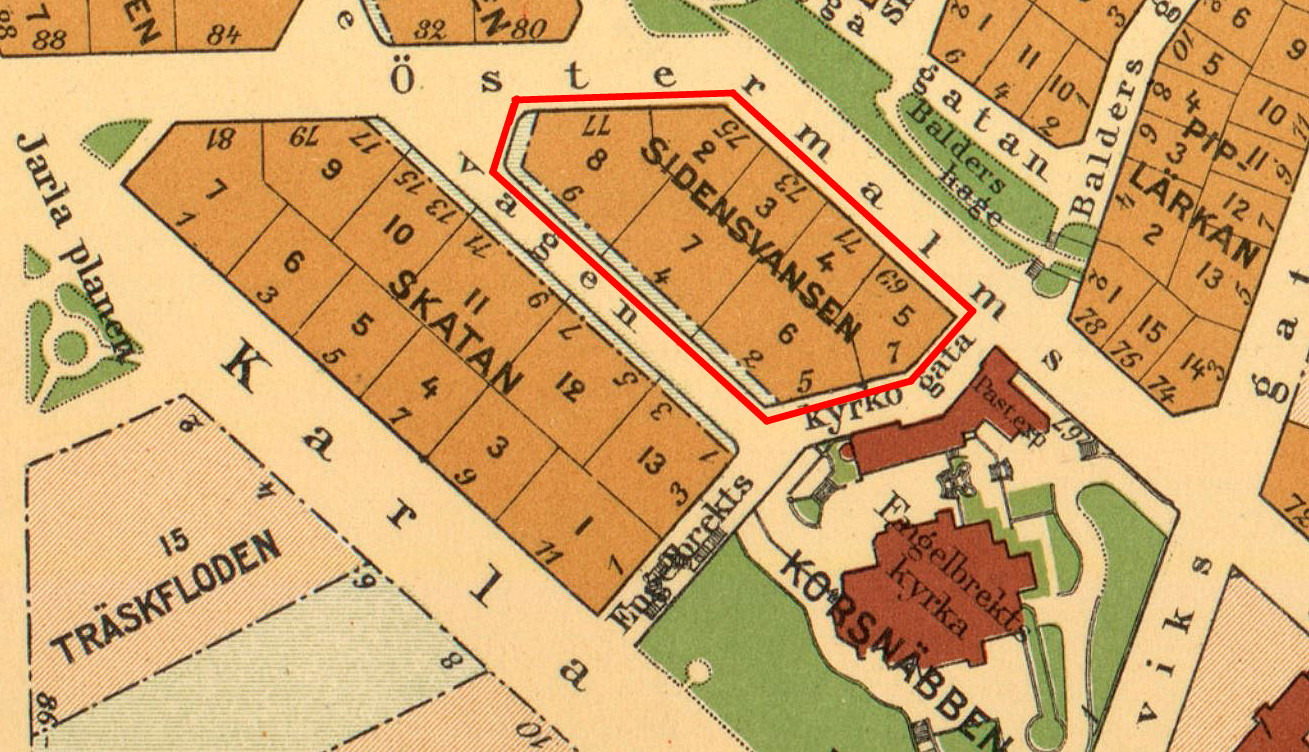
Kvarteret Sidensvansen, 1930.

Kvarteret Sidensvansen är ett kvarter i Lärkstaden på Östermalm i Stockholms innerstad. Kvarteret bebyggdes  mellan åren 1914 och 1917 och omges av Östermalmsgatan i norr och nordost, av Bragevägen i sydväst och av Engelbrekts Kyrkogata i söder. Kvarteret består av sju fastigheter, Sidensvansen 2, 3, 4, 5, 6, 7 och 8 (nr 1 finns inte).

## Stadsplanering

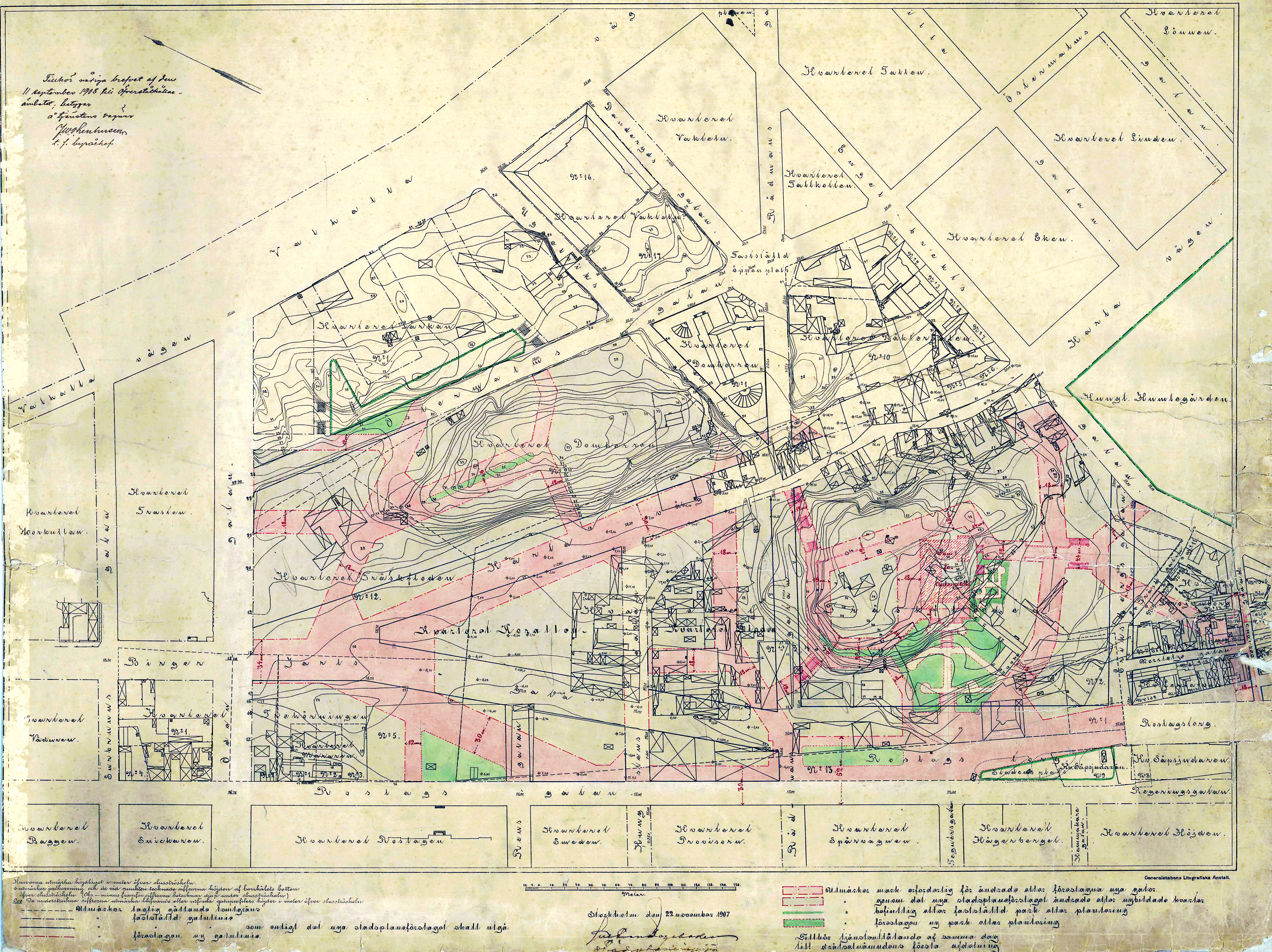
Gustaf von Segebaden stadsplan för Domherren, Lärkstaden, Eriksberg och omgivning från 1907.

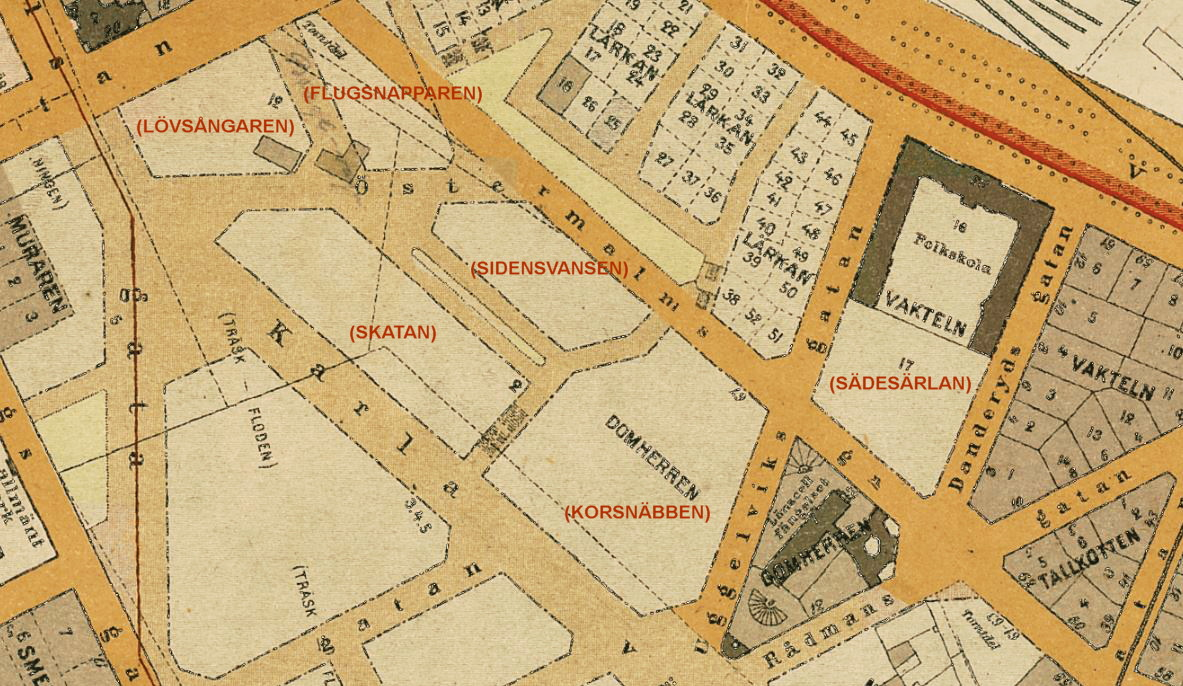
Kvarteret Domherren 1909. Kvartersbeteckningar är senare inlagda.

En första generalplan för området kring dagens Sidensvansen presenterades av beredningsutskottet 1878 vilken var en bearbetning av Lindhagenplanen. Då skapades det avlånga storkvarteret Domherren som sträckte sig från Odengatan i norr, mellan Östermalmsgatan och Karlavägen och ända ner till Rådmansgatan. Trakten låg i Stockholms ytterkant och bestod av i det närmaste obebyggd terräng med en långsträckt bergsrygg på vars topp stod en väderkvarn kallad Engelbrektskvarnen, sedan 1914 platsen för Engelbrektskyrkan.
Kvarteret Sidensvansen och anslutande kvarter (då fortfarande namnlösa) bildares 1908 i samband med en stadsplan för Eriksbergsområdet med omgivning som 1907 upprättats av stadsingenjören Gustaf von Segebaden och som i sin tur byggde på ett stadsplaneförslag ritat 1902 av stadsplanearkitekten Per Olof Hallman. Av storkvarteret Domherren återstod då endast den sydligaste delen där Östermalmsfängelset fanns sedan 1897, idag plats för Arkitekturskolans byggnad. Domherrens norra delar styckades i fem kvarter som samtliga fick fågelrelaterade namn:
- Korsnäbben (Engelbrektskyrkan)
- Skatan
- Sidensvansen
- Lövsångaren
- Flugsnapparen

En stadsplaneändring från 1913 innebar att Bragevägens bredd ändrades från 24 meter till 12 meter och husen i Engelbrektskyrkans omgivning kunde reduceras i höjd till 11 meter. Husen skulle uppföras som fristående byggnadskroppar, några som stadsvillor och några som flerfamiljshus. Mellan husen och gatan lades tre meter breda förgårdar. Anledning var att nya bostadshus i kyrkans grannskap skulle förhöja den monumentala byggnadens intryck och inte förringa det.
Även fasader och tak i området anpassades, efter viss styrning från byggnadsnämndens sida, helt till kyrkobyggnadens fasad- och takmaterial. I kvarteren Sidensvansen och Skatan användes därför endast fogstruket rött tegel. Stadsplanerarna hade på det viset skapad en på förhand konstruerad gatubild, huvudsakligen längs Bragevägen. Det var första gången detta tankesätt tillämpades i Stockholm. När kvarteren var färdigbyggda 1917 konstaterades att försöket med de detaljerade bestämmelserna hade slagit väl ut.

### Kulturhistorisk bedömning och arkitektur
Kvarteret Sidensvansen består av sju fastigheter. Inom kvarteret finns två av Stadsmuseet blåklassade fastigheter (Sidensvansen 6 och Sidensvansen 7), vilket innebär "att bebyggelsen bedöms ha synnerligen höga kulturhistoriska värden". Resterande är grönklassade och anses av Stadsmuseet vara "särskilt värdefulla från historisk, kulturhistorisk, miljömässig eller konstnärlig synpunkt".
En av kvarterets flitiga arkitekter var Ivar Engström som ritade Sidensvansen 2, 5, 6 och 8. För Sidensvansen 5 och 6 stod han dessutom som byggherre och byggmästare. Bland övriga arkitekter märks Kellgren & Hammarling, Isak Gustaf Clason och Harald André. Arkitekturen är enhetlig och följer nationalromantiken med inslag av jugend. I Sidensvansen 6 låg DDR:s Stockholmsambassad 1974–1990 (idag årskurs F-3 för Tyska skolan) och i Sidensvansen 7 hade Folkrepubliken Kina sin Stockholmsambassad 1955–1991.

### Förteckning över fastigheterna i kvarteret Sidensvansen[6][7]
| Bild | Fastighet      | Adress                                     | Byggår (inflyttning) | Arkitekt              | Byggherre                             | Byggmästare        |
| ---- | -------------- | ------------------------------------------ | -------------------- | --------------------- | ------------------------------------- | ------------------ |
|      | Sidensvansen 2 | Östermalmsgatan 10-12                      | 1916                 | Ivar Engström         | Eric Cronvall (mariningenjör)         | Ivar Engström      |
|      | Sidensvansen 4 | Östermalmsgatan 14                         | 1917                 | Kellgren & Hammarling | Hugo Brusell (grosshandlare)          | A.E. Klasén        |
|      | Sidensvansen 4 | Östermalmsgatan 16                         | 1917                 | Kellgren & Hammarling | Hugo Brusell (grosshandlare)          | A.E. Klasén        |
|      | Sidensvansen 5 | Östermalmsgatan 18 / Engelbrekts Kyrkogata | 1917                 | Ivar Engström         | Ivar Engström (arkitekt)              | Ivar Engström      |
|      | Sidensvansen 6 | Baldervägen 2 / Engelbrekts Kyrkogata      | 1916                 | Ivar Engström         | Ivar Engström (arkitekt)              | Ivar Engström      |
|      | Sidensvansen 7 | Bragevägen 4                               | 1916                 | Isak Gustaf Clason    | Bengt Johansson (Försäkringsdirektör) | Frithiof Dahl      |
|      | Sidensvansen 8 | Bragevägen 6                               | 1916                 | Ivar Engström         | Bernhard Johansson (byggnadsingenjör) | Bernhard Johansson |